# Glenopteris oculiferalis
Glenopteris oculiferalis är en fjärilsart som beskrevs av Achille Guenée 1854. Glenopteris oculiferalis ingår i släktet Glenopteris och familjen nattflyn. Inga underarter finns listade i Catalogue of Life.